# Passeport ukrainien
Le passeport ukrainien est un document de voyage international délivré aux ressortissants ukrainiens, et qui peut aussi servir de preuve de la citoyenneté ukrainienne.

## Exemption de visas avec un passeport ukrainien

Ukraine
Visa non nécessaire
Visa à l'arrivée
Système de visa électronique
Visa électronique ou à l'arrivée
Visa requis avant l'arrivée
Interdiction de voyager